# Mahalingeshwarapur, Gadag
Mahalingeshwarapur là một làng thuộc tehsil Gadag, huyện Gadag, bang Karnataka, Ấn Độ.